# Osservatorio universitario di Innsbruck
L'osservatorio universitario di Innsbruck (Universitäts-Sternwarte Innsbruck) è un osservatorio astronomico di proprietà e gestito dall'istituto di fisica delle particelle dell'Università di Innsbruck e situato nell'omonima città, in Austria.

## Storia
La prima cattedra di astronomia presso l'università di Innsbruck fu assegnata nel 1892 a Eduard von Haerdtl, astronomo tedesco che si distinse grazie a studi deterministici sulle orbite dell'asteroide Adria e della cometa 7P / Pons-Winnecke. L'ateneo non disponeva ancora di un osservatorio e quando Egon von Oppolzer, figlio del noto matematico ed astronomo Theodor von Oppolzer, subentrò a Haerdtl nel 1902, egli decise di costruirne uno adiacente alla propria villa situata presso Hötting, un piccolo comune che nel 1938 sarebbe stato accorpato a Innsbruck.
Oppolzer finanziò l'osservatorio con le proprie risorse, grazie anche alla vendita di una sua preziosa collezione di dipinti; lo strumento che acquisì era a quel tempo il più moderno di tutta l'Austria, un telescopio zenitale per osservare le variazioni della latitudine astronomica; l'accademia imperiale delle scienze supportò il ricercatore con un telescopio riflettore da 40 cm. L'edificio originario presso cui Oppolzer aveva collocato i propri strumenti, oggi chiamato Oppolzersche Sternwarte, è ora parte del giardino botanico dell'università di Innsbruck.
Oppolzer morì nel 1907 all'età di 38 anni, prima di riuscire a completare i lavori della struttura. Dopo la sua morte, lo stato acquistò l'osservatorio a seguito di lunghe trattative con gli eredi per 50.000 corone e lo affiliò all'università nel 1909, assicurando a Innsbruck la continuazione della ricerca astronomica e dell'insegnamento. L'edificio costituì la base per quello che in seguito divenne l'Istituto di Astronomia, ora Istituto di Astrofisica delle particelle.

## Strumenti
L'edificio dell'osservatorio si sviluppa su due piani con una cupola aggiunta in un secondo momento ad est. Per consentire una rapida compensazione della temperatura, lo stabile è stato costruito utilizzando una struttura leggera in cemento armato, ferro ondulato e vetro. Le stanze di lavoro di Oppolzer e la sua vasta biblioteca privata erano allocate nella sua villa.
Lo strumento principale era un telescopio zenitale per osservare la variazione delle latitudini astronomiche, che fu costruito da Gustav Heyde a Dresda secondo precise indicazioni di Oppolzer. Nella cupola è situato un telescopio a specchio Zeiss con un diametro di 40 cm. L'equipaggiamento originale include anche un cerchio meridiano e un comparatore a intermittenza sempre della ditta Zeiss. La maggior parte degli strumenti storici è stata conservata e l'osservatorio è ora riconosciuto edificio storico dalla Bundesdenkmalamt.
La logistica e l'attrezzatura dell'osservatorio rimasero invariate fino al secondo dopoguerra. Nel 1953 e nel 1968/69 fu ampliato grazie agli astronomi Viktor Oberguggenberger e Josef Fuchs e fu integrato con una camera oscura, una sala per seminari e un piccolo laboratorio. A nord dello storico osservatorio si trova una cupola che ospita un rifrattore Coudé da 15 cm costruito nel 1972 da Zeiss.
I lavori di ampliamento e restauro furono completati nel 1986; nel 1996 fu eretta una cupola sul tetto, nella quale fu installato un telescopio Ritchey Chrétien con un diametro di 60 cm. Dal 1999 è pienamente operativo e viene utilizzato per divulgazione scientifica,  formazione degli studenti e ricerca, in particolare sulle stelle variabili. Lo strumento ha contribuito a rilevare il secondo scoppio della variabile nova V838 Monocerotis nel 2002.